# Gustav Lange
Gustav Lange (Halden, 22 februari 1861 – Oslo, 11 februari 1939) was een Noors violist, dirigent, componist, muziekpedagoog en concertmeester.

## Achtergrond
Gustav Fredrik Lange werd geboren binnen het gezin van koopman Carl Herman Lange (1830-1888) en Antonette Fredrikke Kristine Poulsen (1837). Hij was de broer van Carl Theodor Lange (geboren 1867). Hij trouwde in 1890 met Anna Wilhelmine Fredrikke Poulsen van Zweedse afkomst. Gustav Lange ontving de Kongens fortjensmedalje in 1921 en was houder van de Zweedse Litteris et Artibus-prijs en was houder van de Orde van de Academische Palmen (Frankrijk).

## Muziek
Zijn opleiding kreeg hij Oscar Borg in Oslo, Carl Johan Lindberg in Stockholm (1873-1883), Hubert Léonard in Parijs en Emile Sauret in Berlijn. In 1885 kreeg hij nog een staatsbeurs om verdere te studeren ter waarde van 1500 Noorse kroon. Hij was sinds 1890 als violist concertmeester van de orkesten van het Christiania Theater en sinds 1899 van het orkest van het Nationaltheatret. Die functie, maar dan als tweede, bekleedde hij ook in het vroege begin van het Oslo Filharmoniske Orkester (van 1919 tot 1927) onder leiding van dirigent Georg Schnéevoigt. Lange dirigeerde het orkest ook soms zelf. Tevens had hij zijn eigen strijkkwartet met Oscar Borg, Markus Boberg (altviool) en ene D. Hamilton (cello), dat soms optrad met pianiste Hildur Andersen. Samen met Ole Olsen speelde hij in het Orkest van Vrijmetselaars (Frimurnes orkester) (1921-1936) ; hij trad daarbij tevens op als dirigent en arrangeur.

### Muziekpedagoog
Hij zat in de redactie van Orkestertidende (1892-1894), een blad voor muziekliefhebbers. Hij was medeoprichter van een dirigentenopleiding in Oslo en de Noorse Toonkunstenaarsbond. Hij was voor een langere periode verbonden aan het Conservatorium van Oslo, van 1889 tot aan zijn dood. Hij maakte ook een periode deel uit van de Tyra Bentsens Musikskole. Leerlingen van hem zijn Leif Halvorsen, Odd Grüner-Hegge, Anne-Marie Ørbeck, Henrik Due,Magne Elvestrand, Johan Stanley Simonsen, Gunnar Knudsen, Bjarne Brustad, Arild Sandvold, Ludvig Nielsen, Frithjov Spalder en Reidar Thommessen. Er verschenen drie boeken van hem omtrent harmonieleer (Praktisk harmonilaere, 1897), vioolspel (Praktisk violinskole I-III, 1899, opgedragen aan Gudbrand Bøhn)  en algemene muziekkennis (Musiklaere, 1904). 

### Composities
Lange schreef een aantal composities, uiteraard de meeste voor viool. In 1901 schreef hij samen met Ole Olsen en Edvard Grieg muziek voor de uitvoering van Henrik Ibsens De unges forbund in Stockholm. 
- opus 1: To stykker for violin og piano: Lied” en Vuggesang (1883)
- opus 2: Ungarisch for violin og piano
- opus 3: Morceaux de genre (Mélancholie, Novelette, Menuet, Friede)
- opus 4: Petits morceaux pour violon et piano (Volkslied, Arioso, Träumerei, Tanz)
- opus 5: Miniaturer
- opus 7: Berceuse, legende, gavotte (1903)
- opus 8: Serenade, etude, springdans
- opus 9: Ballade for fiolin og klaver 1902
- opus 10: Hymne, barcarole, mazurek
- opus 12: To Norske rapsodier
- opus 13: Violinmusik for ungdommen
- opus 14: Chanson, Norwegian song, Albumleaf, Norwegian humoreske
- opus 15: Drei Stücke in Norwegischer Weise
- opus 16: Pianostukken
- opus 18: Smaa duetter for 2 violiner
- opus 19: Sommerminder
- opus 22: Norsk dans for fiolin og klaver
- opus 21: Romance for fiolin og klaver
- Etuder for Violin I–IV, 1900–11
- Melodier til Margrethe Munthes "Kom, skal vi synge", 1907
- Liselil og Perle, Toneelmuziek, 1912
- Marche miniature en Valse grazioso (1906)
- twee strijkkwartetten
- pianotrio

### Enkele concerten
- 24 oktober 1885: Gustav Lange speelde hij Vioolconcert van Max Bruch met Musikforeningen onder leiding van Johan Selmer (Oslo).
- 16 oktober 1886; Gustav Lange speelde met het orkest van het Christiania Theater onder leiding van Johan Edvard Hennum, andere aanwezigen Barbara Larssen en Karen Ølstad (Oslo)
- 30 januari 1887: Gustav Lange speelde het Vioolconcert van Bruch opnieuw, maar nu in de Harmonien met de voorloper van het Bergen filharmoniske orkester onder leiding van Per Winge; voorts speelde hij zijn eigen Vuggevise en dans.
- 6 oktober 1888: Concert met Gina Oselio; hij speelde een aantal werken samen met Martin Ursin; andere aanwezige was Agathe Backer-Grondahl
- 21 oktober 1888: concert met Gina Oselio, Ragna Goplen en Martin Ursin; uitgevoerd werd onder meer vioolsonate opus 19 van Emil Sjögren
- 27 januari 1894: kamermuziekavond; hij speelde samen met Alfred Andersen-Wingar, Johan Edvard Hennum en Agathe Backer Grondahl het Pianokwartet opus 26 van Johannes Brahms;
- 6 mei 1899: Componistenavond ten behoeve van Johannes Haarklou
- 6 oktober 1900: Mosikforeningen abonnementsconcert onder leiding van Iver Holter met Dagmar Walle-Hansen met onder andere het andante van het Vioolconcert van Johan Svendsen.
- 9 december 1910: Componistenavond van Iver Holter;
- 7 februari 1914: Lange speelde met het orkest van het Nationaltheatret onder leiding van Johan Halvorsen, Shéhérazade van Nikolaj Rimski-Korsakov.

- Bibsys: 90202876
- Biblioteca Nacional de España: XX1337307
- Gemeinsame Normdatei: 143129503
- International Standard Name Identifier: 0000 0001 0782 8968
- Library of Congress Control Number: n94015798
- MusicBrainz: 7fa2bcee-f961-4f84-a465-d385fdc34446
- Nationale Bibliotheek van Tsjechië: ola364307
- Nederlandse Thesaurus van Auteursnamen: 189765127
- Virtual International Authority File: 3183159035164301380009